# Ентоні Кармона
Ентоні Томас Аквінський Кармона (Anthony Thomas Aquinas Carmona, 7 березня 1953, Фізабад, Тринідад і Тобаго) — тринідатський юрист і політик, п’ятий президент Тринідаду і Тобаго з 2013 по 2019 роки. Був суддею Вищої суддівської палати у Верховному суді Тринідаду і Тобаго та обіймав посаду судді Міжнародного кримінального суду з 2012 по 2013 рік

## Житєпис
Ентоні Кармона народився 7 березня 1953 року у Фізабаді, в Південному Тринідаді, був старшим із шести дітей Денніса Стефена та Барбари Кармони. Має африканське, метисьве і какао-паньйольське походження. Закінчив урядову початкову школу Санта-Флори і Презентаційний коледж Сан-Фернандо. У період з 1973 по 1983 рік навчався в Університеті Вест-Індії і Правничої школи Г'юґа Вудінґа.

### Юридична кар'єра
Після закінчення Правничої школи Г'юґа Вудінґа у 1983 році Кармона працював державним радником. У 1989 році став старшим державним прокурором. З 1994 по 1999 рік був першим помічником, а згодом заступником Генерального прокурора Тринідад і Тобаго. У 2004 році був призначений суддею Вищої суддівської палати у Верховному суді Тринідаду.
З 2001 по 2004 рік він Кармона був радником по апеляції в Офісі прокурора Міжнародного кримінального трибуналу у справі колишньої Югославії в Гаазі і Міжнародного кримінального трибуналу у справах Руанди в Аруші. 12 грудня 2011 року був обраний суддею Міжнародного кримінального суду. Здобув посаду у першому турі голосування в Асамблеї держав-учасниць - 72 зі 104 голосів при необхідних 70 голосах. Обіймав цю посаду у 2012-2013 роках. 4 травня 2019 року Кармона отримав Всесвітню премію культури миру (World Peace Culture Award).

## Політична кар'єра
У період з 18 березня 2013 до 19 березня 2018 року Ентоні Кармона обіймав посаду президента Тринідад і Тобаго. Він був п'ятим по черговості президентом від часу проголошення незалежності країни.
3 лютого 2013 року прем'єр-міністр Тринідад і Тобаго Камла Персад-Біссесара оголосила, що правляча партія висуне кандидатуру Кармона наступником четвертого президента Джорджа Максвелла Річардса. Наступного дня Кіт Роулі, лідер опозиційного Народного національного руху, заявив, що його партія підтримує висунення кандидатури Кармона. Однак після цієї заяви Народний національний рух поставив під сумнів право Кармона брати участь у виборах президентом, враховуючи його роботу юриста поза межами країни у період між 2001 і 2004 роками. Згідно законодавства, щоб мати право балотуватися кандидат має постійно проживати в країні протягом десяти років до виборів. Генеральний прокурор Ананд Рамлоган повідомив, що уряд консультувався з юристами, які висловили думку, що Кармон не порушив цієї вимоги.